# Acanceh
Acanceh är en ort och kommun i delstaten Yucatán i Mexiko. Kommunen hade år 2010 cirka 15 000 invånare. I Acanceh har många arkeologiska fynd från Mayakulturen gjorts.